# Rafa Nadal Tennis
Rafa Nadal Tennis est un jeu vidéo édité par Codemasters et développé par VirtualToys, sorti sur Nintendo DS en janvier 2007 et sur Wii le 27 décembre 2007. Le jeu se concentre essentiellement autour du tennis.
Le joueur doit utiliser le stylet afin de frapper la balle et effectuer des coups. Le jeu possède un mode carrière dans lequel il y a 20 tournois dans 17 lieux différents à travers le monde pour que le joueur y participe. Le jeu présente également un mode multijoueur qui peut réunir jusqu'à quatre personnes. Il existe également une école d'entraînement pour apprendre les différents coups.